# Domingo Díaz Martínez
Domingo Díaz Martínez (n. Corregidora, México, 4 de agosto de 1948) es un obispo de la Iglesia católica. Sirvió como presbítero para la Diócesis de Querétaro, luego como el obispo diocesano de Tuxpan y, entre 2008 y 2024, como arzobispo de Tulancingo. De modo que fue el segundo arzobispo y, a la vez, el decimotercer ordinario que gobernó la Arquidiócesis de Tulancingo.

## Biografía

### Primeros años y presbiterado
Es oriundo de la localidad de Bravo, ubicada en el municipio de Corregidora, del estado de Querétaro. Sus padres fueron Juan Díaz y Leonor Martínez; además, tuvo ocho hermanos. En su juventud descubrió su vocación religiosa y a los 14 años decidió entrar al Seminario Conciliar de Nuestra Señora de Guadalupe de Querétaro, en el cual hizo su formación sacerdotal inicial y sus estudios en Filosofía y Teología. El 27 de junio de 1977, fue ordenado sacerdote para la Diócesis de Querétaro, por el entonces obispo Mons. Alfonso Toriz Cobián, en la Parroquia de Nuestra Señora del Rosario.
Posteriormente, fue enviado a Roma, donde se licenció en Sociología y Doctrina social de la Iglesia, tras estudiar en la Pontificia Universidad Gregoriana. Al regresar a México, durante su servicio pastoral en Querétaro, fungió como cura en diversas parroquias de la diócesis, así como la coordinación diocesana de la pastoral social, pastoral vocacional, Cáritas y pastoral juvenil. También tuvo nombramientos destacables en esta etapa, como el de rector del Seminario diocesano, su alma mater, así como el de vicario episcopal.

### Episcopado
El 23 de marzo de 2002, el papa san Juan Pablo II lo nombró obispo de la Diócesis de Tuxpan. Su consagración episcopal ocurre el 1 de mayo del mismo año, y Mons. Mario de Gasperín, entonces Obispo de Querétaro, fue el consagrante principal; sus co-consagrantes: el cardenal y nuncio apostólico en el país Mons. Giuseppe Bertello y el Arzobispo de Xalapa Mons. Sergio Obeso Rivera. Asimismo, sirvió en distintos cargos dentro de la Conferencia del Episcopado Mexicano, como lo fue coordinar la Pastoral Vocacional, la Pastoral Penitenciaria e, inclusive, formar parte del Consejo Permanente de los obispos mexicanos.
El 4 de junio de 2008 es electo arzobispo de Tulancingo por el papa Benedicto XVI, sucediendo a Mons. Pedro Arandadíaz Muñoz y tomando posesión oficial de su nuevo cargo, el día 31 de julio del mismo año. A la par, dentro de la Conferencia Episcopal Mexicana, fue responsable de la Dimensión para la Pastoral de la Salud entre el 2018 y el 2021.
En 2020, durante la pandemia de COVID-19 en Hidalgo, Domingo Díaz resultó positivo a una prueba clínica que se le realizó. El 27 de octubre, la oficina de prensa de la Arquidiócesis de Tulancingo informó que, hasta ese día, no había presentado síntomas de la enfermedad; asimismo, se anunció la suspensión de todas las actividades pastorales del arzobispo, como también su aislamiento en su domicilio particular. El tratamiento de la enfermedad lo continuó en una clínica de Pachuca de Soto, a la cual fue trasladado el 7 de noviembre y, luego, dado de alta el día 14 de ese mismo mes.
El 3 de julio de 2024 el papa Francisco aceptó su renuncia al gobierno pastoral de la Arquidiócesis de Tulancingo, la cual presentó al alcanzar la edad máxima permitida en el Código de Derecho Canónico para ejercer el cargo. Ello lo convierte en el arzobispo emérito de la misma. Al mismo tiempo, el papa designó como su sucesor a Oscar Roberto Domínguez Couttolenc, quien al momento era obispo de Ecatepec. Por su parte, Domingo Díaz dispuso su retiro para vivir en la ciudad de Tulancingo.

## Obras publicadas
- Díaz Martínez, Domingo (2025).  Rivera Guerrero, Sergio, ed. Nuestros Apodos. Lecciones de un camino compartido. México.